# Giuseppe Milone
Giuseppe Milone (Paternò, 14 gennaio 1957) è un politico italiano.

## Biografia

### Elezione a senatore
Nel 2012 è proclamato senatore della XVI legislatura della Repubblica Italiana nella circoscrizione Lombardia per il Popolo della Libertà in sostituzione di Ombretta Colli.